# رافائل سوبیس
رافائل سوبیس (به پرتغالی: Rafael Augusto Sóbis do Nascimento) بازیکن فوتبال در پست مهاجم اهل برزیل است که در شهر Erechim و در تاریخ ۱۷ ژوئن ۱۹۸۵ به دنیا آمده‌است.

## باشگاهی
رافائل سوبیس در تیم‌های فوتبال باشگاه ورزشی اینترناسیونال ،رئال بتیس، باشگاه الجزیره امارات، باشگاه ورزشی اینترناسیونال، فلومیننزه سابقهٔ حضور دارد.

## تیم ملی
این بازیکن همچنین در سال، ۲۰۰۵ ۱۶ بار برای، Brazil U20 به میدان رفته‌است و طی این مدت ۴ گل به ثمر رسانده‌است.